# Palau Moro
El Palau Moro a San Barnaba, sovint citat també com a Palau Guoro o Barbini-Moro, és un edifici de Venècia amb vistes al Gran Canal i situat al barri de Dorsoduro, a la parròquia de San Barnaba, al costat del Palau Loredan dell'Ambasciatore i  el Palauet Stern.

## Història
L'edifici, erigit sobre una estructura gòtica anterior, data de principis del segle XVI, però va ser profundament reformat durant el segle XIX. La tradició ha identificat el palau com la llar d'Otel·lo, el personatge de la tragèdia homònima de William Shakespeare: es creu que aquest personatge estava basat en realitat en Cristoforo Moro, un futur dux amb una vida familiar desafortunada

## Descripció
L'edifici es caracteritza per una façana clara i sòbria, gairebé minimalista per a l'època, sense cap element decoratiu. Els únics elements valuosos són les dues finestres quadrifores, d'aspecte similar, caracteritzades per un balcó i senzills elements florals a l'àpex i el portal d'aigua nu. L'aparell decoratiu restant presenta un predomini de finestres monófores i només unes poques finestres bifores a la façana lateral, que apareix encara més nua i asèptica: els únics elements destacables són el portal d'aigua i la finestra bifora superior.
El palau té diversos patis interiors petits, el més gran dels quals dona a una finestra trifora.